# Wóz Rozpoznania Technicznego „Rosomak WRT”
Wóz Rozpoznania Technicznego „Rosomak WRT” – polski transporter opancerzony produkowany przez Rosomak SA. Przeznaczony do technicznego zabezpieczenia działań pododdziałów bojowych wyposażonych w pojazdy typu Rosomak i współdziałania z ciężkim kołowym pojazdem ewakuacji i ratownictwa technicznego Hardun.

## Konstrukcja
Wóz został zbudowany na podwoziu zmodernizowanej podstawowej wersji KTO Rosomak i zademonstrowany w 2011 na MSPO w Kielcach. Od tego czasu wóz był przedstawiany w różnych, rozwijających się konfiguracjach. Produkowany od 2016. Pojazd posiada opancerzony kadłub o konstrukcji skorupowej, zapewniający ochronę balistyczną przed pociskami broni strzeleckiej, odłamkami pocisków artyleryjskich, granatów i min na takim samym poziomie, jak transporter bazowy. Poziom ochrony balistycznej można zwiększyć do poziomu 4 wg STANAG 4569, przez zamontowanie systemu opancerzenia dodatkowego – z każdym pojazdem producent dostarcza zestaw opancerzenia dodatkowego w skrzyniach transportowych.
Był pierwszym w polskich Siłach Zbrojnych pojazdem uzbrojonym w zdalnie sterowany moduł uzbrojenia ZSMU A3 z 7,62 mm karabinem maszynowym, produkowanym przez Zakłady Mechaniczne „Tarnów”.

## Wyposażenie
W transporterze zamontowano terminal rozpoznania technicznego, który umożliwia załodze gromadzenie i przetwarzania danych z rozpoznania w celu opracowania meldunku sytuacyjnego oraz ich transmisję do stanowiska dowodzenia. Posiada dzienno-nocną głowicę bazującą na kamerze obserwacji termalnej, pozwalającą na prowadzenie dookólnej obserwacji przez mechaników, oraz dzienno-nocną kamerę dla dowódcy, służącą do prowadzenia obserwacji na wprost pojazdu. Wyposażony ponadto w:
- system przekazywania danych i pozycjonowania obejmujący łączność zewnętrzną i wewnętrzną,
- sprzęt teleinformatyczny wraz z odbiornikiem nawigacji satelitarnej,
- blok nawigacji inercyjnej,
- zestawy łączności bezprzewodowej przeznaczone do komunikacji załogi pomiędzy sobą, oraz z wozem podczas przebywania na zewnątrz pojazdu[9].

### Sprzęt specjalistyczny
- zdalnie sterowany wysięgnik żurawia o udźwigu 1300 kg,
- wyposażenie diagnostyczne i obsługowe,
- sprzęt do naprawy pancerza,
- sprzęt do naprawy uzbrojenia,
- sprzęt do naprawy wyposażenia elektronicznego i optoelektronicznego,
- wyposażenie ewakuacyjne i ratownicze,
- pokładowy zespół prądotwórczy-agregaty prądotwórcze jeden zabudowany, drugi przenośny,
- zestaw oświetlenia wysokiej mocy wraz ze statywami
- duży namiot umożliwiają prace w nocy i w trudnych warunkach pogodowych,
- agregaty spawalnicze,
- zestawy do szybkich napraw elektrycznych i mechanicznych[10][1][11].

### Wyposażenie wozu umożliwia
- prowadzenie obserwacji i rozpoznania technicznego pojazdów działających w ugrupowaniu kompanii lub batalionu zmotoryzowanego,
- wyciąganie ugrzęźniętych pojazdów,
- udzielanie pomocy technicznej,
- ewakuację uszkodzonych pojazdów
- wykonywanie doraźnych napraw uszkodzonych pojazdów w celu przywrócenia im możliwości dalszego działania lub samodzielnego poruszania się,
- przeprowadzanie diagnostyki i obsług zespołów oraz systemów pojazdów Rosomak w warunkach polowych,
- udzielanie pierwszej pomocy medycznej załogom pojazdów uszkodzonych na polu walki,
- przekazywanie danych z rozpoznania technicznego do stanowiska dowodzenia[5][10].

## Załoga
Załogę stanowi drużyna remontowa składająca się z: dowódcy, kierowcy-operatora, dwóch mechaników i sanitariusza (na czas „W”).

## Uzbrojenie i samoobrona
- zdalnie sterowany moduł uzbrojenia ZSMU A3 z karabinem maszynowym 7,62 mm
- system samoobrony pojazdu Obra-3 z wyrzutniami granatów dymnych[10]